# Bogoriella
Bogoriella is een geslacht van schimmels uit de familie Trypetheliaceae. De typesoort is Bogoriella subpersicina.

## Soorten
Volgens Index Fungorum telt het geslacht 22 soorten (peildatum februari 2023):
| Soortnaam                   | Auteur(s)                                               | Publicatiejaar |
| --------------------------- | ------------------------------------------------------- | -------------- |
| Bogoriella apposita         | (Nyl.) Aptroot & Lücking                                | 2016           |
| Bogoriella chiquitana       | (Flakus, Kukwa & Aptroot) Lücking, R. Miranda & Aptroot | 2020           |
| Bogoriella collospora       | (Vain.) Aptroot & Lücking                               | 2016           |
| Bogoriella complexoluminata | Aptroot & Lücking                                       | 2020           |
| Bogoriella confluens        | (Müll. Arg.) Aptroot & Lücking                          | 2016           |
| Bogoriella conothelena      | (Nyl.) Aptroot & Lücking                                | 2016           |
| Bogoriella decipiens        | (Müll. Arg.) Aptroot & Lücking                          | 2016           |
| Bogoriella isthmospora      | (Aptroot) Lücking, R. Miranda & Aptroot                 | 2020           |
| Bogoriella macrocarpa       | (Komposch, Aptroot & Hafellner) Aptroot & Lücking       | 2016           |
| Bogoriella megaspora        | (Aptroot & M. Cáceres) Aptroot & Lücking                | 2016           |
| Bogoriella modesta          | (Müll. Arg.) Aptroot & Lücking                          | 2016           |
| Bogoriella obovata          | (Stirt.) Aptroot & Lücking                              | 2016           |
| Bogoriella oleosa           | (Aptroot) Aptroot & Schumm                              | 2021           |
| Bogoriella pachytheca       | (Sacc., Syd. & P. Syd.) Aptroot & Lücking               | 2016           |
| Bogoriella pandanicola      | (S.N. Zhang & K.D. Hyde) S.N. Zhang, Lücking & Aptroot  | 2020           |
| Bogoriella queenslandica    | (Müll. Arg.) Aptroot & Lücking                          | 2016           |
| Bogoriella rubrostoma       | (Aptroot) Lücking, R. Miranda & Aptroot                 | 2020           |
| Bogoriella subpersicina     | Zahlbr.                                                 | 1928           |
| Bogoriella thelena          | (Ach.) Aptroot & Lücking                                | 2016           |
| Bogoriella triangularis     | (Aptroot) Aptroot & Lücking                             | 2016           |
| Bogoriella xantholateralis  | Aptroot                                                 | 2021           |
| Bogoriella xanthonica       | (Komposch, Aptroot & Hafellner) Aptroot & Lücking       | 2016           |